# 안드레스 보니파시오

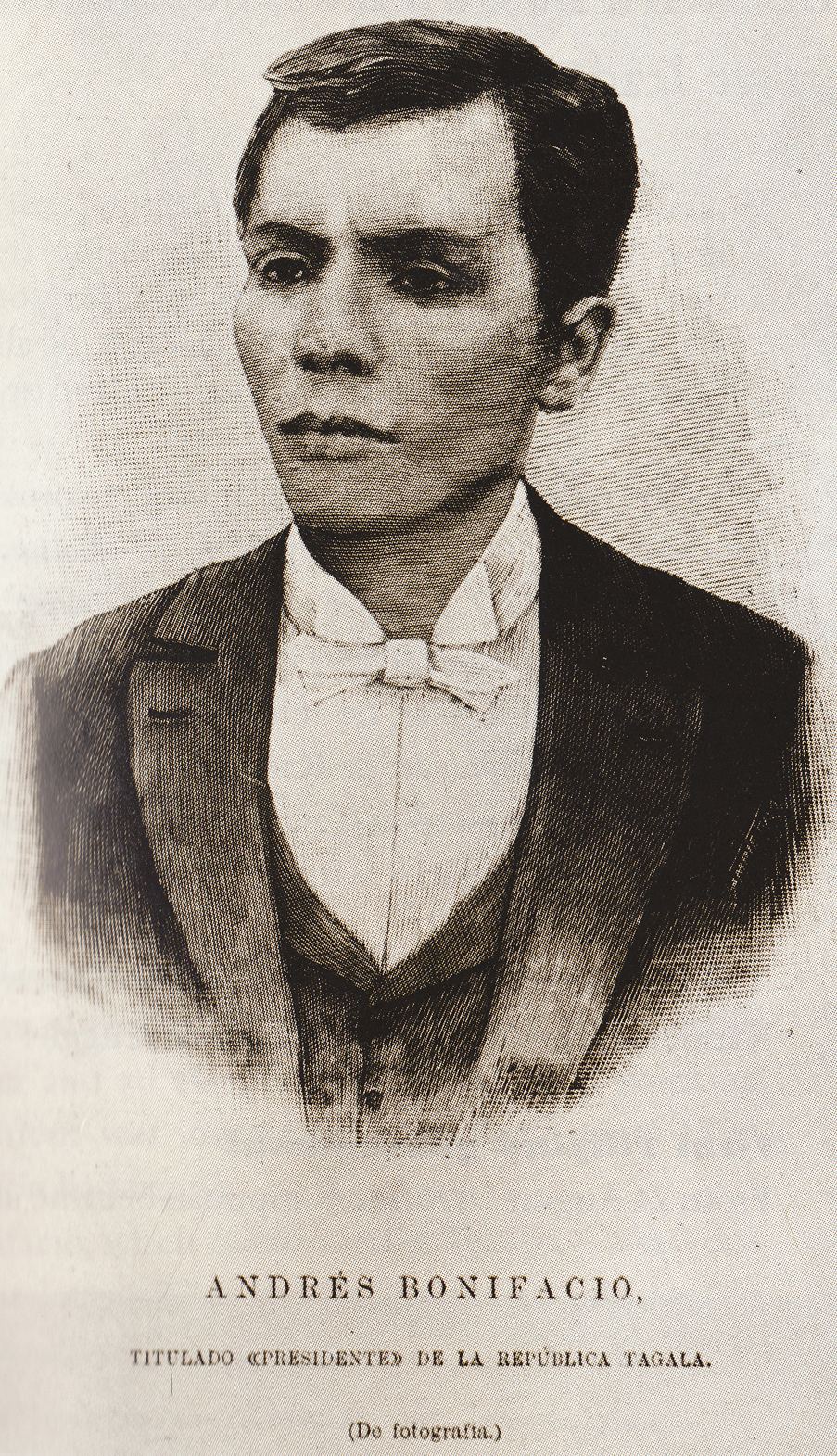
안드레스 보니파시오

안드레스 보니파시오(Andrés Bonifacio, 1863년 11월 30일 ~ 1897년 5월 10일) 필리핀의 독립운동가 겸 정치인이다. 필리핀 독립의 아버지로 부른다. 무장 독립운동 단체 카티푸난(Katipunan)의 설립자이자 초대 수령이었다. 그는 필리핀 독립운동가 중 무장항쟁론자에 속한다. 스페인 식민 통치 말기, 무거운 세금과 중노동에 시달리고 있었으나 1892년 안드레스 보니파시오가 중심이 되어 비밀결사 단체인 카티푸난이 결성되고 1896년 8월에 카티푸난을 이끌고 '푸가드 라윈의 통곡'이라는 이름의 무장 봉기를 일으키게 된다. 이는 대 스페인 항쟁과 대 미국 항쟁의 기원이 된다. 아기날도 역시 그가 만든 카티푸난에 참가했으며 1897년 카티푸난의 내부 항쟁에서 아기날도가 승리하여 보니파시오를 총살하고 지도권을 잡게 된다.
민족주의 시인이자 소설가인 호세 리살이 필리핀에서 스페인 통치의 개혁과 자치 운동을 바란 것과는 달리, 보니파시오는 처음부터 스페인으로부터의 완전 독립을 주장했다. 그는 무장 단체를 조직하여 대 스페인 무장 투쟁을 하다가 1892년 마닐라에서 비밀결사단체 카티푸난을 결성했다. 그 뒤 홍콩에 망명중이던 에밀리오 아기날도 등을 영입하여 필리핀 해방 운동을 꾀했으나, 스페인 군과의 교전에서 패배하여 지도력을 잃었다. 1897년 독립한 혁명정부에서 아기날도를 대통령으로 추대하자 이에 반발하여 독자적으로 새 정부를 구성하려다가 에밀리오 아기날도에 의해 반역죄로 총살되었다.

## 생애

### 생애 초반

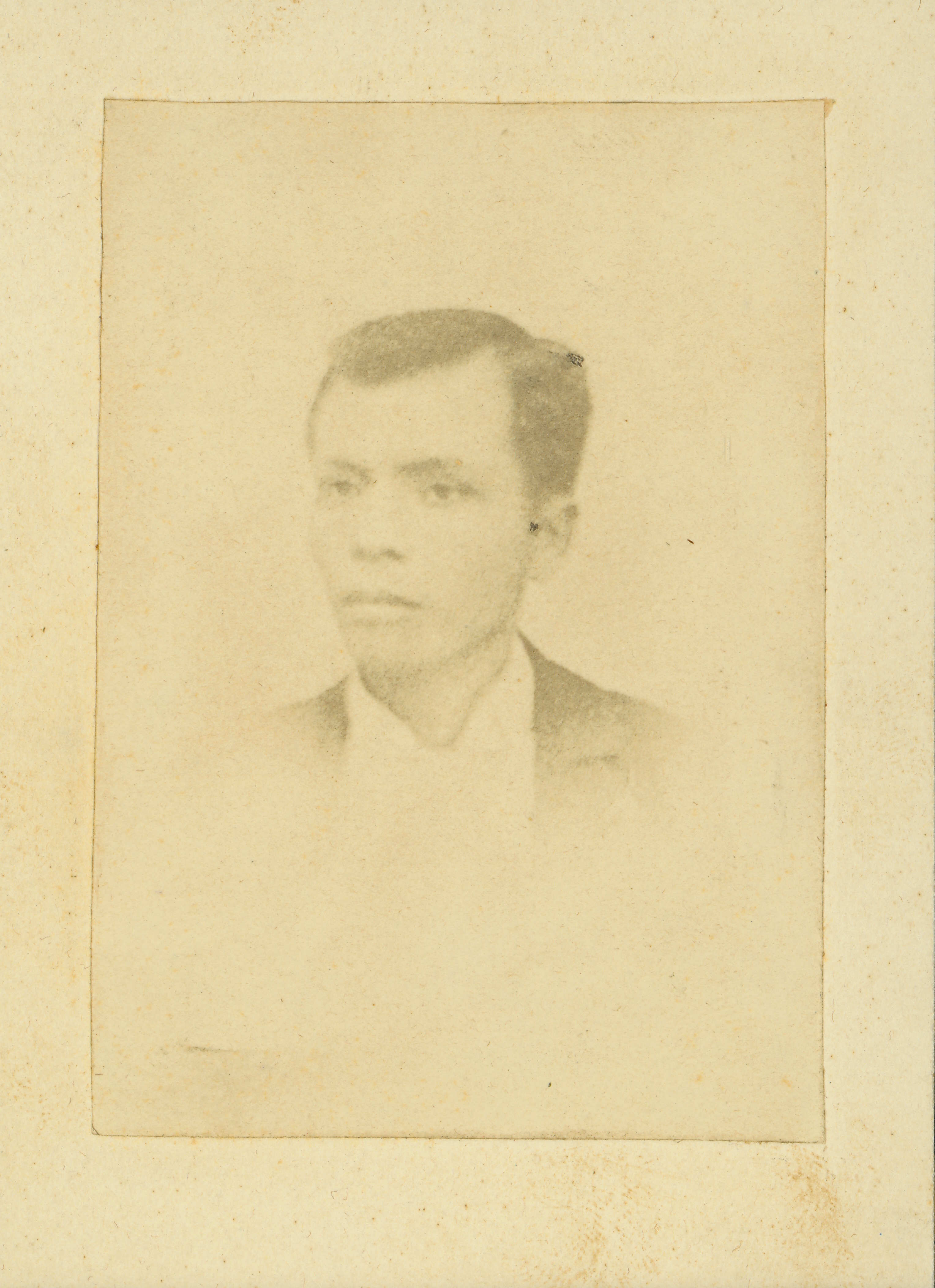
안드레스 보니파시오

안드레스 보니파시오는 1863년 11월 30일 스페인령 필리핀 마닐라 톤토의 가난한 빈농 집안의 오두막에서 산티아고 보니파시오와 카탈리나 데 카스트로의 아들로 태어났다. 아버지 산티아고 보니파시오는 평민이었고, 집안 환경이 가난하여 그는 정규 교육을 거의 받지 못했다. 그가 태어날 무렵은 필리핀이 스페인의 식민지로 있을 때로 무거운 세금과 중노동에 시달리고 있었고, 각지에서 스페인 통치에 항거하는 시위와 반 스페인 여론이 나타났다.
독립 운동과 혁명활동에 참여하기 전 그는 독학으로 수학했고, 생계를 위해 배달부와 상점 점원 생활을 하였다. 14세에 부모를 다 병으로 잃고 4명의 동생을 부양해야 했다. 부채나 지팡이를 팔기도 하고 노동을 하였으며, 심부름꾼과 포스터를 그리는 화가로도 활동했다. 정규 교육을 받지 못하였으나 스스로 독서를 한 까닭에 매우 박식했다고 한다. 청소년기 무렵 첫 부인 모니카(Monica)와 결혼했으나 일찍 사별하고, 30세 때인 1893년 칼로오칸 출신의 카티푸난의 멤버인 18세의 그레고리아 데 헤수스와 재혼하였다. 그레고리아 데 헤수스에게서는 아들 한명을 두었지만 이듬해 병으로 잃고 만다.

### 독립 운동
이후 독립운동에 참여했는데 그는 필리핀의 민족 해방운동가 중 무장 독립운동파에 속하게 되었다. 한편 필리핀 독립운동의 지도자이자 언론인, 민족주의 시인이며 소설가인 호세 리살은 필리핀에서의 스페인 통치의 개혁과 자치 운동을 요구하였다. 그러나 리살의 개혁, 자치운동과는 달리, 보니파시오는 스페인으로부터의 완전 독립을 주장했다.
그는 수많은 애국적인 글을 쓰고 필리핀의 역사 의식을 고취하는 글을 칼럼으로 기고하였다. 이 무렵 필리핀 총독부는 반스페인 운동을 조장한다는 이유로 호세 리살 박사를 체포했는데, 리살은 개혁은 부르짖었지만 그의 혁명은 동의하지 않았다.

### 무장 독립 투쟁
1892년 안드레아스는 마닐라에서 아폴리나리오 마비니 등과 함께 비밀결사단체 카티푸난을 결성했다. 이것은 프리메이슨주의의 의식과 조직체계를 본뜬 것이었다. 민족주의 무장 투쟁 결사단체인 카티푸난(Katipunan)의 창설자이자 지도자로서 1896년 8월 스페인에 대한 봉기를 선언했다. 훗날 아기날도 역시 카티푸난에 영입했는데, 1897년 카티푸난의 내부 항쟁에서 아기날도가 승리하여 보니파시오를 총살하고 지도권을 잡게 된다.
1892년 7월 3일 톤도에서 호세 리살 등과 함께 독립운동 단체 라 리가 필리피나(La Liga Filipina)의 창립에 참여했다. 리살은 참정권과 시민권, 비폭력 저항 등을 목적으로 했다. 그러나 이에 반발한 안드레스 보니파시오는 무장 독립을 주장하고, 그가 중심이 되어 다시 비밀결사 카티푸난이 결성되었다.
1896년 8월 보니파시오는 카티푸난을 이끌고 '푸가드 라윈의 통곡'이라는 이름의 무장 봉기를 일으키고 독립 전쟁을 선언했다. 이후 그는 스페인의 눈을 피하기 위해 그는 서서히 비밀리에 회원을 모집하고 독립 준비를 했다. 이 중 아폴리나리오 마비니는 카티푸난의 브레인이자 그의 핵심 참모였다. 카티푸난은 처음에는 서서히 성장했다.
1896년까지 그는 스페인의 압제에 반발하는 필리핀 시민과 지식인 등 20만 명의 회원을 확보하고 마닐라와 중부 루손섬, 파나이섬, 민도로섬, 민다나오섬 등 필리핀 외곽의 섬 지방에도 지부를 두었다. 회원들은 대부분 노동자와 농민들, 스페인에 의해 강제로 착취당하던 빈민, 실직자 등도 포섭하였다. 한편 도시의 중산계층은 혁명보다는 개혁을 원했다. 그는 중산층 이상의 시민에게도 협력을 요청했지만 이들은 협력을 거부한다. 8월 23일 그는 정식으로 스페인을 외세로 규정하고 타갈로그 공화국을 선포, 임시 대통령에 취임한다.

### 전쟁 패배와 혁명 실패
1896년 8월 루손에서 오랜 계획 끝에 반란을 일으키고, 스페인에 대한 봉기를 선언했다. 그러나 정식 훈련을 받지 못한 의용군은 스페인 군대와의 교전에서 거듭 패배하여 북부의 몬탈반으로 퇴각하지 않을 수 없었다. 그러나 그의 부관 가운데 에밀리오 아기날도는 저항을 계속했다.
1896년 12월 30일 호세 리살 박사가 마닐라에서 공개 처형을 당하자 필리핀인을 격분시켰고 보니파시오는 호세 리살의 원수를 갚겠다며 항전을 계속해 나갔다. 그는 호세 리살이 처형당하기 전에 남긴 '마지막 작별의 글'을 필리핀어와 타갈로그어로 번역하였다.
계속 산악 지대로 이동해다니며 스페인의 필리핀 총독부 군대와 교전했지만 29회의 교전에서 거듭 패배하였다. 그러나 스페인이 반란자들을 체계적으로 색출해내고 이들의 근거지와 새 계획까지 미리 탐지함에 따라 오히려 보니파시오가 무능한 군사지도자인 것이 드러났다. 결국 카티푸난의 회의에서 그는 점차 부관들 사이에서 신망을 잃어갔다. 1897년 3월 카티푸난의 테제로스에서 열린 회의에서 보니파시오 대신 아기날도를 필리핀 공화국의 새로운 대통령으로 추대했다.

### 최후
에밀리오 아기날도의 새 대통령 선출과 카티푸난 회의의 결정을 인정하지 않은 보니파시오는 독자적인 반란 정부를 추진하려고 했다. 그러나 스페인 군과 적으로 돌변한 카티푸난 양측의 공세에 그의 세력은 위축되었고 1897년 4월 에밀리오 아기날도군에 의해 체포되었다. 그해 5월 보니파시오는 카티푸난에 의해 반역죄로 재판에 회부되었고, 1897년 5월 10일 필리핀 분티스 산에서 동생과 함께 총살되었다. 그의 나이 34세였다.

### 사후
그의 시신과 동생의 시신은 방치되었고 안드레스 보니파치오에게는 합당한 장례조차 치러지지 않았다. 안드레스 보니파치오가 죽은 뒤 그의 부인 그레고리아 데 헤수스는 30일간 산 속에서 그의 시신을 찾아 헤맸으나 찾지 못했다. 이는 훗날 영화화되어 <위대한 행방불명자>라는 영화의 소재가 된다.
1946년 필리핀의 독립 이후, 필리핀의 독립 영웅이자 필리핀 독립의 아버지의 한사람으로 추앙되었다. 1969년 필리핀 지폐 5페소의 주인공으로 도완되었고, 1978년의 필리핀 지폐 5페소의 주인공으로도 도완되었다. 2007년 글로리아 아로요 대통령에 의해 그의 생일인 11월 30일은 보니파시오 데이(보니파시오의 날)로 정하고 공식 필리핀 국경일로 정하였다.

## 같이 보기
- 카티푸난
- 민족 해방 운동
- 에밀리오 아기날도
- 아폴리나리오 마비노
- 호세 리잘

## 역대 선거 결과
| 선거명      | 직책명        | 대수 | 정당     | 득표율 | 득표수 | 결과 | 당락 |
| ----------- | ------------- | ---- | -------- | ------ | ------ | ---- | ---- |
| 1897년 선거 | 필리핀 대통령 | 1대  | 카티푸난 | 31.25% | 80표   | 2위  | 낙선 |